# Chogolisa
El Chogolisa (o Bride Peak) és una muntanya situada al Karakoram, al Pakistan. La glacera Vigne que baixa del pic, conflueix amb la Glacera Baltoro a la zona de Concòrdia, lloc on es troben diversos dels pics més alts del món. El Chogolisa té diversos pics, el més alt dels quals es troba al vessant sud-oest (Chogolisa I), amb 7.665 metres. El segon pic fa 7.654 metres al vessant nord-est (Chogolisa II), l'anomenat Bride Peak per Martin Conway el 1892.
El 1909, una expedició dirigida per Lluís Amadeu de Savoia-Aosta, Duc dels Abruzzi arribà als 7.498 m des del camp bases situat al vessant nord, passant per un camp d'alçada al Coll del Chogolisa, a 6.335 m. El mal temps li va impedir fer el cim.
Hermann Buhl i Kurt Diemberger van intentar la seva ascensió el 1957 després d'haver aconseguit pujar el Broad Peak. El 25 de juny abandonaren el Camp I i van acampar en un coll de l'aresta sud-oest a 6.706 m. El mal temps els va fer retrocedir i el 27 de juny, Buhl va caure per una cornisa que es desplomà. El seu cos mai ha estat trobat.
El 1958, una expedició japonesa de la Universitat de Kyoto, dirigida per T. Kawabara realitzà la primera ascensió del Chogolisa II. M. Fujihira i K. Hirai feren el cim.
La primera ascensió del Chogolisa I es va aconseguir el 2 d'agost de 1975 per Fred Pressl i Gustav Ammerer, membres d'una expedició austríaca dirigida per Eduard Koblmuller. A Koblmuller quasi li passa el mateix que a Buhl al caure d'una cornisa durant l'ascens. Per sort anava ben encordat i els companys el van poder pujar.

## Enllaços externs

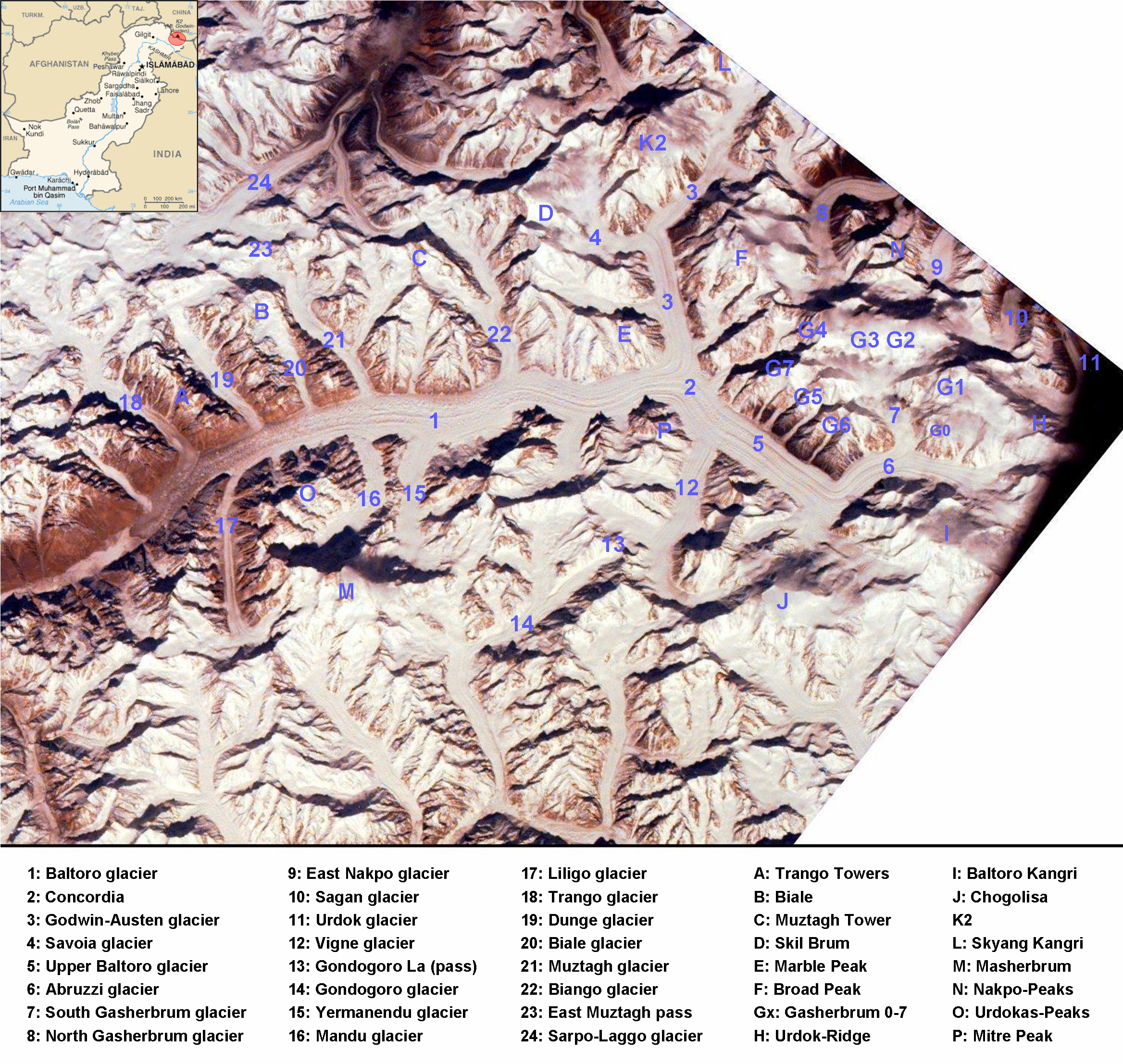
Vista de satèl·lit de la regió del Baltoro (el Chogolisa és marcat amb la lletra J).